# Lev Borisovič Okun'
Lev Borisovič Okun' (in russo Лев Борисович Окунь? scrittura fonetica approssimata usata in italiano e inglese Lev Borisovich Okun) (Suchiniči, 7 luglio 1929 – 23 novembre 2015) è stato un fisico russo.
Specialista nello studio delle particelle elementari, Okun fu autore anche di testi universitari, tra cui "Leptoni e quark" (1994), tradotto in italiano.
Laureatosi all'Istituto di Fisica Tecnica di Mosca (Московский Инженерно-Физический Институт), Okun diresse il laboratorio di Teoria delle particelle elementari presso l'Istituto di fisica teorica e sperimentale (Институт теоретической и экспериментальной физики, ITEP) di Mosca dove fu assunto, come docente, nel 1967.
Negli anni ottenne prestigiosi riconoscimenti internazionali per i suoi studi sugli adroni: la medaglia Matteucci (Italia, 1988), il premio Lee Page (USA, 1989), il premio Karpinsky (Germania, 1990), il premio Humboldt (Germania, 1993), il premio Pontecorvo (Russia, 1995).